# Alexandra Andrejevna Tolstaja
Alexandra Andrejevna Tolstaja, född 1817, död 1904, var en rysk hovfunktionär. 
Hon var guvernant till Maria Alexandrovna av Ryssland 1866-1874.